# Дерзум
Дерзум (нім. Dersum) — громада в Німеччині, розташована в землі Нижня Саксонія. Входить до складу району Емсланд. Складова частина об'єднання громад Дерпен.
Площа — 28,57 км2. Населення становить 1484 ос. (станом на 31 грудня 2021).